# Filippo Zana
Pour les articles homonymes, voir Zana.
Filippo Zana, né le 18 mars 1999 à Thiene, est un coureur cycliste italien. Il devient champion d'Italie sur route en 2022 et remporte une étape du Tour d'Italie 2023.

## Biographie
Né au sein d'une famille passionnée de football, Filippo Zana commence le cyclisme à l'âge de 6 ans. Il rejoint rapidement l'école de vélo de la commune de Piovene Rocchette.
Avec son passage chez les espoirs (moins de 23 ans) lors de la saison 2018, il devient membre de l'équipe continentale Trevigiani-Phonix-Hemus 1896. Après sa dissolution, il rejoint l'équipe Sangemini-MG.Kvis-Vega pour la saison 2019. Cette année-là, il gagne le Gran Premio Capodarco et obtient d'autres podiums lors de courses d'un jour en Italie. Lors du Tour d'Italie espoirs, il termine dixième du classement général.
Il passe professionnel en 2020 au sein de l'équipe Bardiani CSF-Faizanè, qui l'engage pour deux ans. Il dispute notamment le Tour d'Italie, son premier grand tour, où il participe à plusieurs échappées et termine 100e au classement général. Il décroche la première victoire de sa nouvelle équipe lors de la saison 2021 lors de la deuxième étape de l'Istrian Spring Trophy. Au Sazka Tour, il remporte le classement général, par points et des jeunes avec trois deuxièmes places en trois étapes. Lors de la Coupe des Nations espoirs, il gagne une étape et le classement général de la Course de la Paix-Grand Prix Jeseníky. Lors du Tour de l'Avenir, il termine troisième du classement général. Au cours de la saison 2022, il devient champion d'Italie sur route et s'impose sur le classement général de l'Adriatica Ionica Race.
Il rejoint l'équipe BikeExchange Jayco pour la saison 2023, avec un contrat de trois ans. Lors du Tour d'Italie 2023, il décroche la victoire la plus importante de sa carrière, avec son succès sur la 18e étape, à l'issue d'un sprint contre Thibaut Pinot. Il gagne par la suite le classement général du Tour de Slovénie, sa première victoire dans une course ProSeries. En 2024, sur le Tour d'Italie, il entre dans le top 10 du classement général après la 10e étape, à l'issue d'une échappée. Cependant, lors de la 20e étape, très exigeante, il glisse à la onzième place. Lors de la 16e étape du Tour d'Espagne aux Lacs de Covadonga, il manque de peu la victoire. Alors qu'il fait partie d'un groupe d'échappée, il prend la deuxième place derrière Marc Soler.

## Palmarès et résultats

### Palmarès par année
- 2015
  - 2e de la Coppa d'Oro
- 2016
  -  Champion d'Italie du contre-la-montre par équipes juniors[6]
  - Coppa Pietro Linari
  - 2e du Trofeo Emilio Paganessi
  - 3e du Gran Premio Sportivi di Sovilla
  - 6e du championnat d'Europe sur route juniors
- 2017
  - Gran Premio Sportivi di Sovilla
  - Coppa Pietro Linari
  - 2e du Trofeo Guido Dorigo
  - 2e du Tre Giorni Orobica
  - 2e du Trofeo Buffoni
  - 3e du Gran Premio Sportivi di Loria
  - 3e du Gran Premio Pretola
  - 7e du championnat du monde sur route juniors
- 2019
  - Gran Premio Capodarco
  - 2e du Giro del Medio Brenta
  - 3e de la Coppa della Pace
  - 3e du championnat d'Italie sur route espoirs
  - 3e du Grand Prix de Poggiana
- 2021
  - 2e étape de l'Istrian Spring Trophy
  - Course de la Paix-Grand Prix Jeseníky : 
    - Classement général
    - 2e étape

  - Classement général du Sazka Tour
  - 2e de l'Istrian Spring Trophy
  - 3e du Tour de l'Avenir
  - 6e du championnat d'Europe sur route espoirs
- 2022
  -  Champion d'Italie sur route
  - Vainqueur de la Coupe d'Italie
  - Classement général de l'Adriatica Ionica Race
- 2023
  - 18e étape du Tour d'Italie
  - Classement général du Tour de Slovénie
  - 3e de la Veneto Classic
- 2024
  - 9e des Strade Bianche
- 2025
  - 10e du Tour de Pologne

## Résultats sur les grands tours

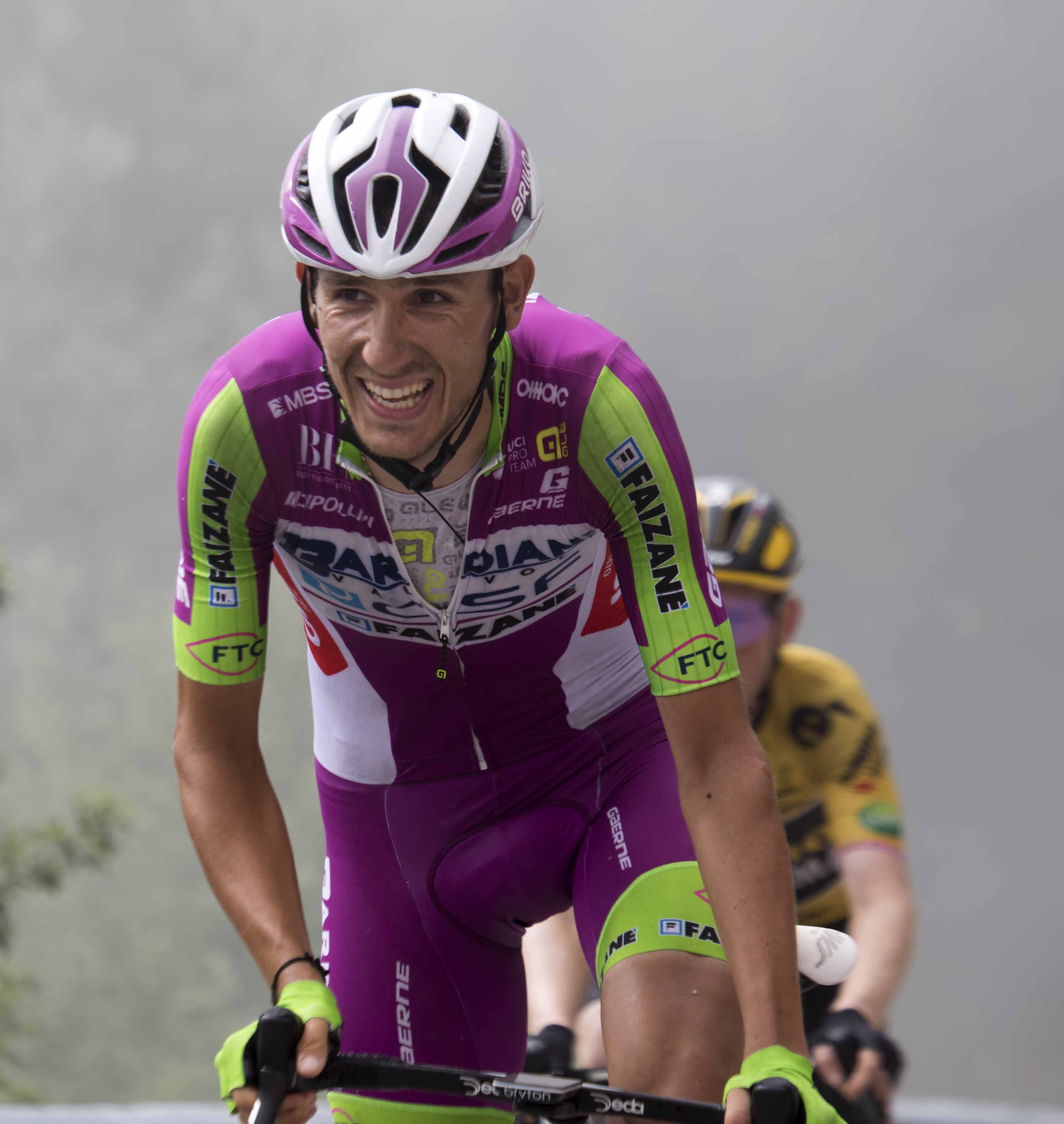
Zana sur le Tour d'Italie 2022.

### Tour d'Italie
6 participations
- 2020 : 100e
- 2021 : 73e
- 2022 : 47e
- 2023 : 18e, vainqueur de la 18e étape
- 2024 : 11e
- 2025 : 58e

### Tour d'Espagne
2 participations
- 2023 : abandon (5e étape)
- 2024 : 56e

## Classements mondiaux
| Année                                 | 2018  | 2019 | 2020  | 2021 | 2022 | 2023 | 2024 |
| ------------------------------------- | ----- | ---- | ----- | ---- | ---- | ---- | ---- |
| Classement mondial                    | 2034e | 681e | 1048e | 133e | 169e | 94e  | 123e |
| UCI Europe Tour                       | 1408e | 502e | 815e  | 113e | 138e | 76e  | 98e  |
| UCI Asia Tour                         | 678e  |      |       |      |      |      |      |
|                                       |       |      |       |      |      |      |      |
| Légende : nc = non classéSource : UCI |       |      |       |      |      |      |      |

## Distinctions
- Giglio d'Oro : 2022